# لورنزو برتینی (بازیکن فوتبال)
لورنزو برتینی (انگلیسی: Lorenzo Bertini؛ زادهٔ ۱۷ اوت ۲۰۰۱) بازیکن فوتبال است.